# Michael Parks
Michael Parks (Corona, Kalifornia, 1940. április 24. – Los Angeles, Kalifornia, 2017. május 9.) amerikai színész, énekes.

## Filmjei

### Mozifilmek
- A Biblia (The Bible) (1966)
- J. Edgar Hoover titkos aktái (The Private Files of J. Edgar Hoover) (1977)
- 25 millió fontos váltságdíj (North Sea Hijack) (1980)
- Texasi élet (Hard Country) (1981)
- Halálpart (Nightmare Beach) (1989)
- A bérgyilkos (The Hitman) (1991)
- Bosszúvágy V.: Bosszú a kedvesemért (Death Wish V: The Face of Death) (1994)
- Alkonyattól pirkadatig (From Dusk Till Dawn) (1996)
- A hazug (Deceiver) (1997)
- Gonosz (Wicked) (1998)
- Kill Bill (2003)
- A mentőosztag (The Librarians) (2003)
- Kill Bill 2. (2004)
- Csoda Sage Creek-ben (Miracle at Sage Creek) (2005)
- Lehallgatás (In ascolto) (2006)
- Grindhouse – Halálbiztos (Death Proof) (2007)
- Grindhouse – Terrorbolygó (Planet Terror) (2007)
- Jesse James meggyilkolása, a tettes a gyáva Robert Ford (The Assassination of Jesse James by the Coward Robert Ford) (2007)
- Nemes tettek (Noble Things) (2008)
- Veszett a világ (Red State) (2011)
- Kill Bill: The Whole Bloody Affair (2011)
- Az Argo-akció (Argo) (2012)
- Django elszabadul (Django Unchained) (2012)
- Vagyunk, akik vagyunk (We Are What We Are) (2013)
- Agyar (Tusk) (2014)
- Az utolsó emberig (Blood Father) (2016)

### Tv-filmek
- A védelmező) (Chase) (1985)
- Krimi a Sárga tónál (The China Lake Murders) (1990)
- Nyomoz a páros: Egy arc a múltból (Hart to Hart: Secrets of the Hart) (1995)

### Tévésorozatok
- The Detectives (1961, három epizódban)
- Buszmegálló (Bus Stop) (1962, egy epizódban)
- Perry Mason (1963, egy epizódban)
- 77 Sunset Strip (1963, egy epizódban)
- Then Came Bronson (1969–1970, 27 epizódban)
- San Francisco utcáin (The Streets of San Francisco) (1975, egy epizódban)
- Ellery Queen (1976, egy epizódban)
- The Colbys (1987, 12 epizódban)
- Gyilkos sorok (Murder, She Wrote) (1989, egy epizódban)
- Világok harca (War of the Worlds) (1989, egy epizódban)
- Twin Peaks (1990–1991, öt epizódban)
- SeaQuest – A mélység birodalma (Seaquest DSV) (1993, egy epizódban)
- Walker, a texasi kopó (Walker, Texas Ranger) (1996, 1999, két epizódban)

## Diszkográfia
- 1969 – Closing The Gap (MGM)
- 1970 – Long Lonesome Highway (MGM)
- 1970 – Blue (MGM)
- 1970 – Lost & Found  (Verve)
- 1971 – Best Of Michael Parks (MGM)
- 1981 – You Don't Know Me  (First American)